# Samea ecclesialis
Samea ecclesialis là một loài bướm đêm trong họ Crambidae.